# Гертруда Джекілл
Гертруда Джекілл (англ. Gertrude Jekyll; 29 листопада 1843 — 8 грудня 1932) — британська садівниця, фотографка, письменниця та художниця. Створила понад 400 садів у Великій Британії, Європі та США, написала понад 1000 статей для таких журналів, як Country Life та The Garden. Британські та американські ентузіасти садівництва описували Джекілл як «головну фігуру, що вплинула на дизайн садів».

## Ранні роки
Гертруда Джекілл народилася у Мейфері, Лондон, п'ятою з семи дітей капітана Едварда Джозефа Гілла Джекілла, есквайра, офіцера Гренадерської гвардії, та його дружини Джулії, до шлюбу Гаммерслі. У 1848 році її родина покинула Лондон та переїхала до Брамлі-Хаус у Сурреї. Вона ніколи не одружувалась і не мала дітей.
Її молодший брат, англіканський священик Волтер Джекілл, був другом Роберта Луїса Стівенсона, який запозичив прізвище Джекіллів для своєї повісті 1886 року «Химерна пригода з доктором Джекілом та містером Гайдом».

## Діяльність
Гертруда Джекілл була однією з найвпливовіших та історично відомих діячок Руху мистецтв і ремесел завдяки співпраці з англійським архітектором Едвіном Лаченсом, для проєктів якого вона створила численні ландшафти та який спроєктував її будинок «Манстед Вуд» поблизу Годалмінгу у графстві Суррей.
Гертруду Джекілл пам'ятають за її видатні дизайни та тонкий, мальовничий підхід до облаштування садів, які вона створювала, особливо за її «витривалі квіткові бордюри». Її роботи відомі сяючими кольорами та мазками, схожими на пензель художника; деякі припускають, що імпресіоністичні схеми могли бути пов'язані з погіршенням зору Джекілл, що значною мірою поклало край її кар'єрі художниці та акварелістки. Її художні здібності були очевидні ще з дитинства, коли вона навчалася на художницю.

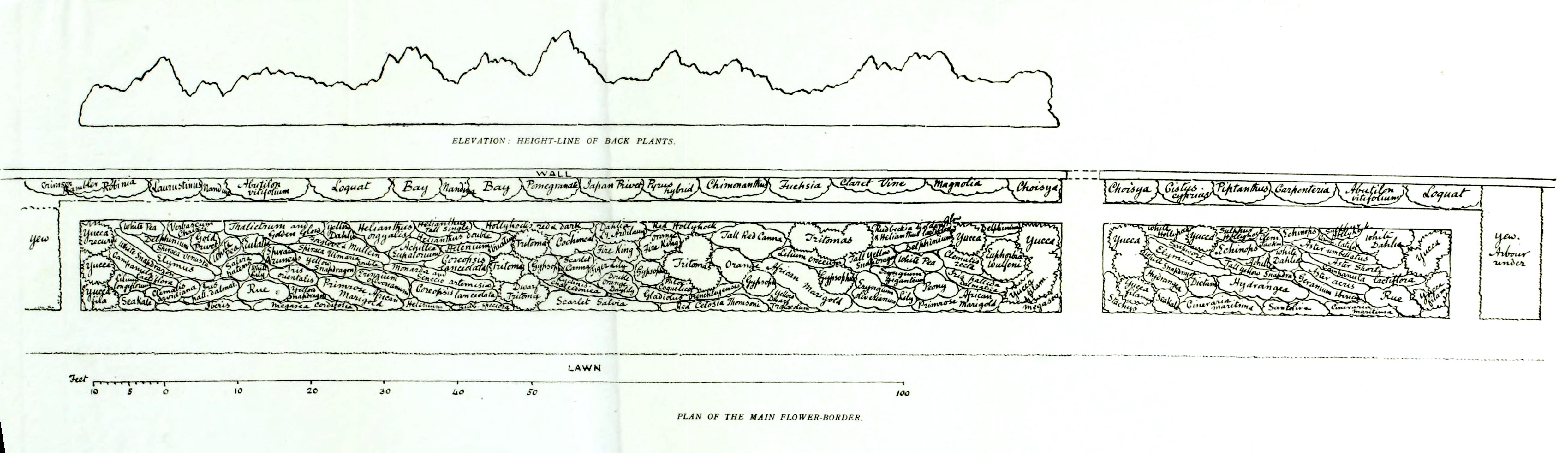
План Джекілл щодо головної квіткової клумби у Манстеді

Джекілл однією з перших у своїй професії враховувала колір, текстуру та враження від садів як аспекти своїх дизайнів. Теорію про те, як проєктувати за допомогою кольору, вона сформувала під впливом художника Вільяма Тернера та імпресіонізму, а також теоретичного колірного кола. Її інтерес до садівництва розпочався у Королівському коледжі мистецтв,
де вона зацікавилася мистецтвом посадки рослин. У 1904 році Джекілл повернулася до свого будинку дитинства в селі Брамлі, щоб спроєктувати сад для будинку Міллмід на Сноуденхем-лейн.
Протягом свого життя Джекілл зібрала та передала величезну кількість рослин виключно з метою їх збереження численним установам по всій Британії. На момент смерті вона спроєктувала понад 400 садів у Британії, Європі та кілька в Північній Америці. Джекілл також була відома плідною письменницькою діяльністю. Вона написала 14 книг.
Вона також цікавилася традиційним оздобленням помешкань та сільськими ремеслами, і була стурбована тим, що вони зникають. Її книга Old West Surrey (1904) зафіксувала багато аспектів сільського життя 19-го століття, а також містила понад 300 фотографій, зроблених Джекілл.

## Сади
З 1881 року, коли Джекілл планувала сади для будинку Манстед, побудованого для її матері Джоном Джеймсом Стівенсоном, Джекілл спроєктувала або спланувала посадки приблизно для 400 садів. Понад половина були замовлені безпосередньо, але багато з них були створені у співпраці з такими архітекторами, як Едвін Лаченс та Роберт Лорімер. Більшість з її садів втрачено. Невелику кількість було відновлено, зокрема її власний сад у «Munstead Wood», сади «Hestercombe House» та «The Croft» у Суррей, а також сади «Woolverstone House» та «Manor House» у Гемпширі, які вона спроєктувала для редактора журналу «Charles Holme». 

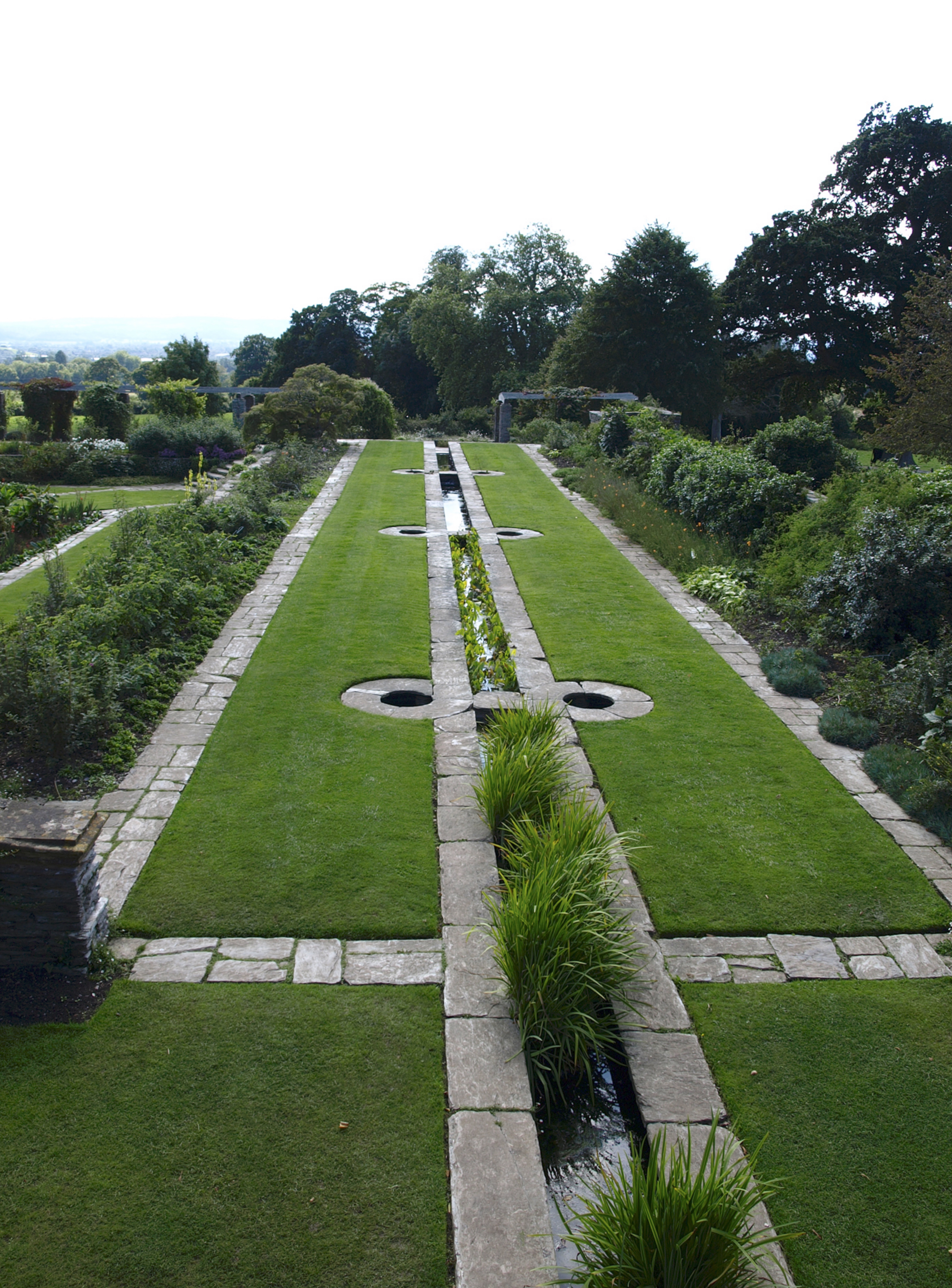
West Rill, сади «Hestercombe», 1904
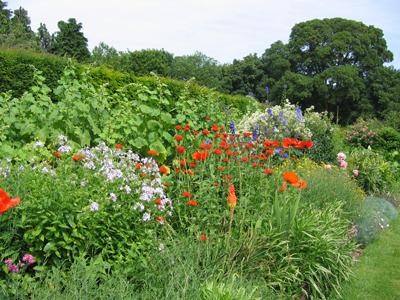
Довгий бордюр, відновлений Джекілл, в маєтку «Upton Grey», Гемпшир
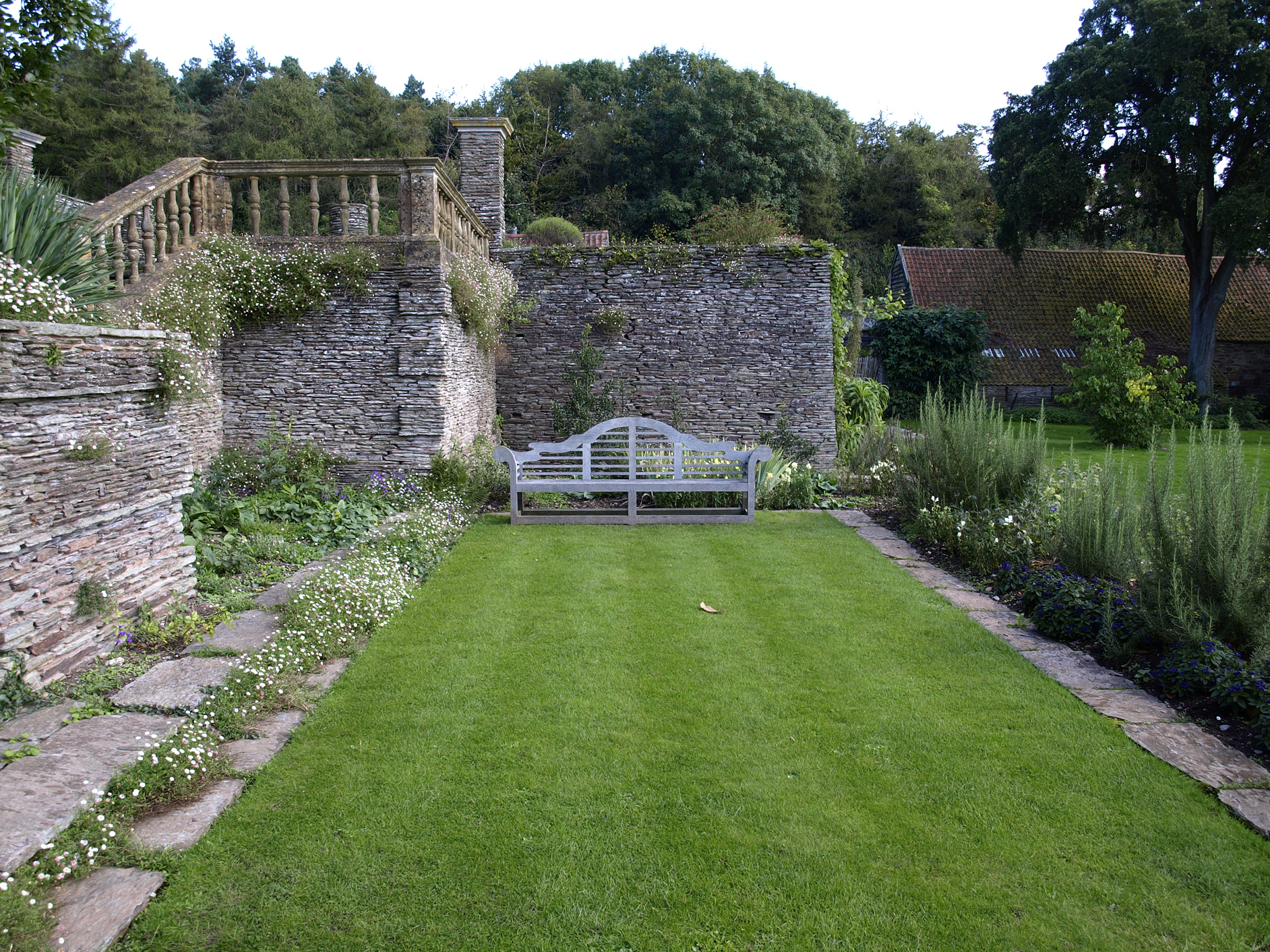
Сади «Hestercombe», лавка, спроєктована Едвіном Лаченсом
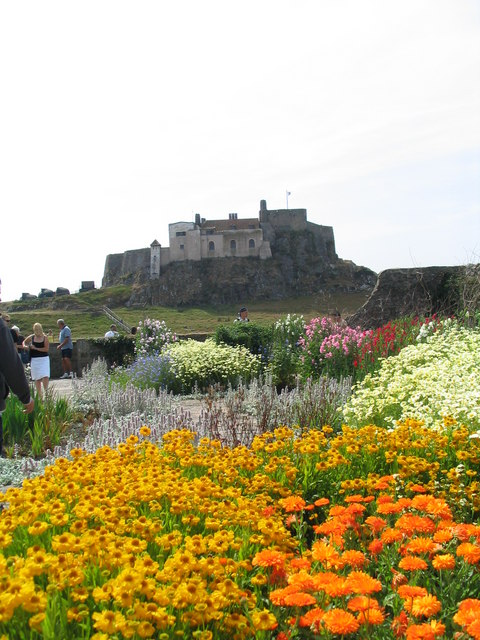
Ліндісфарнський замок
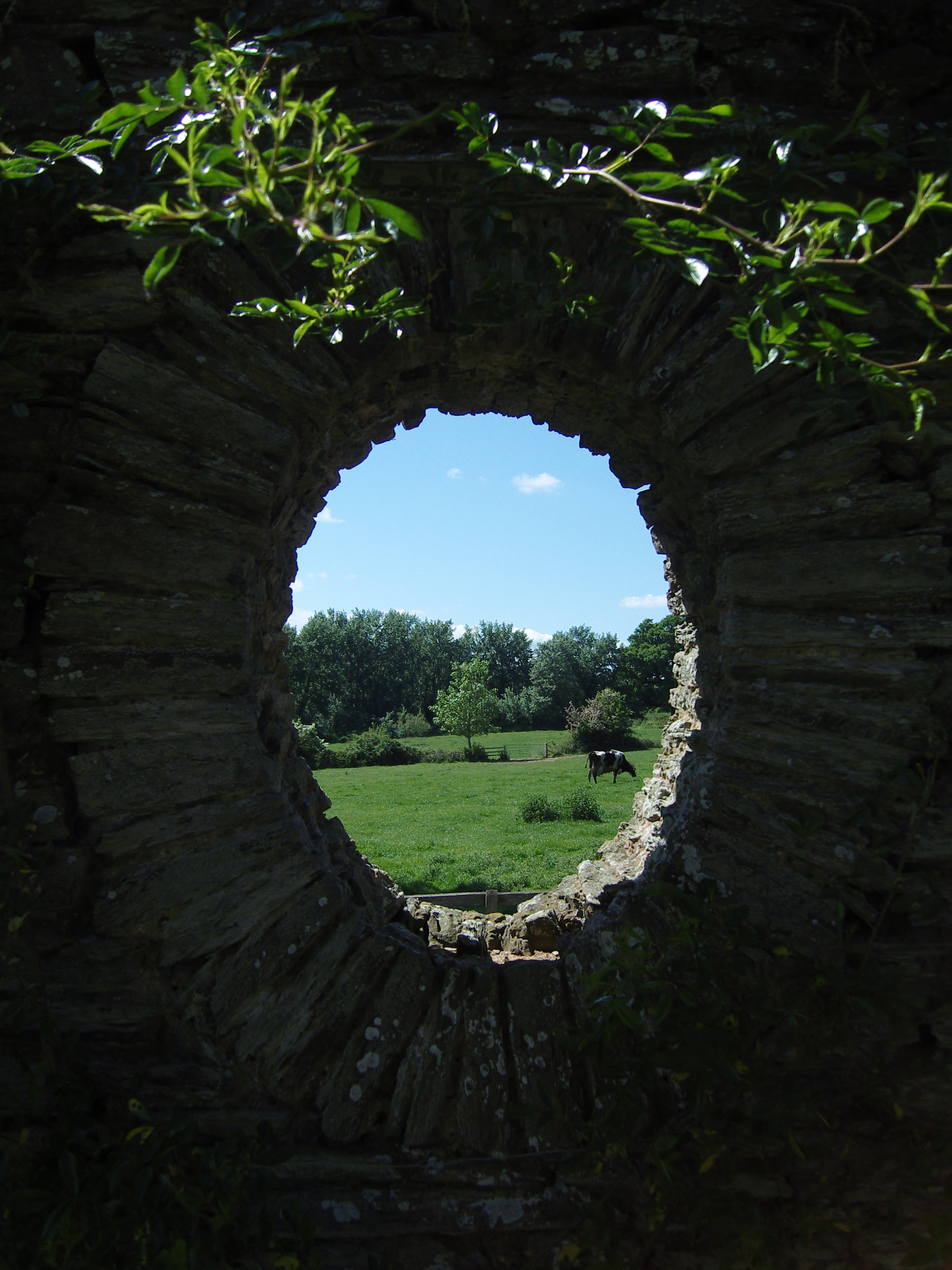
Сади «Hestercombe»

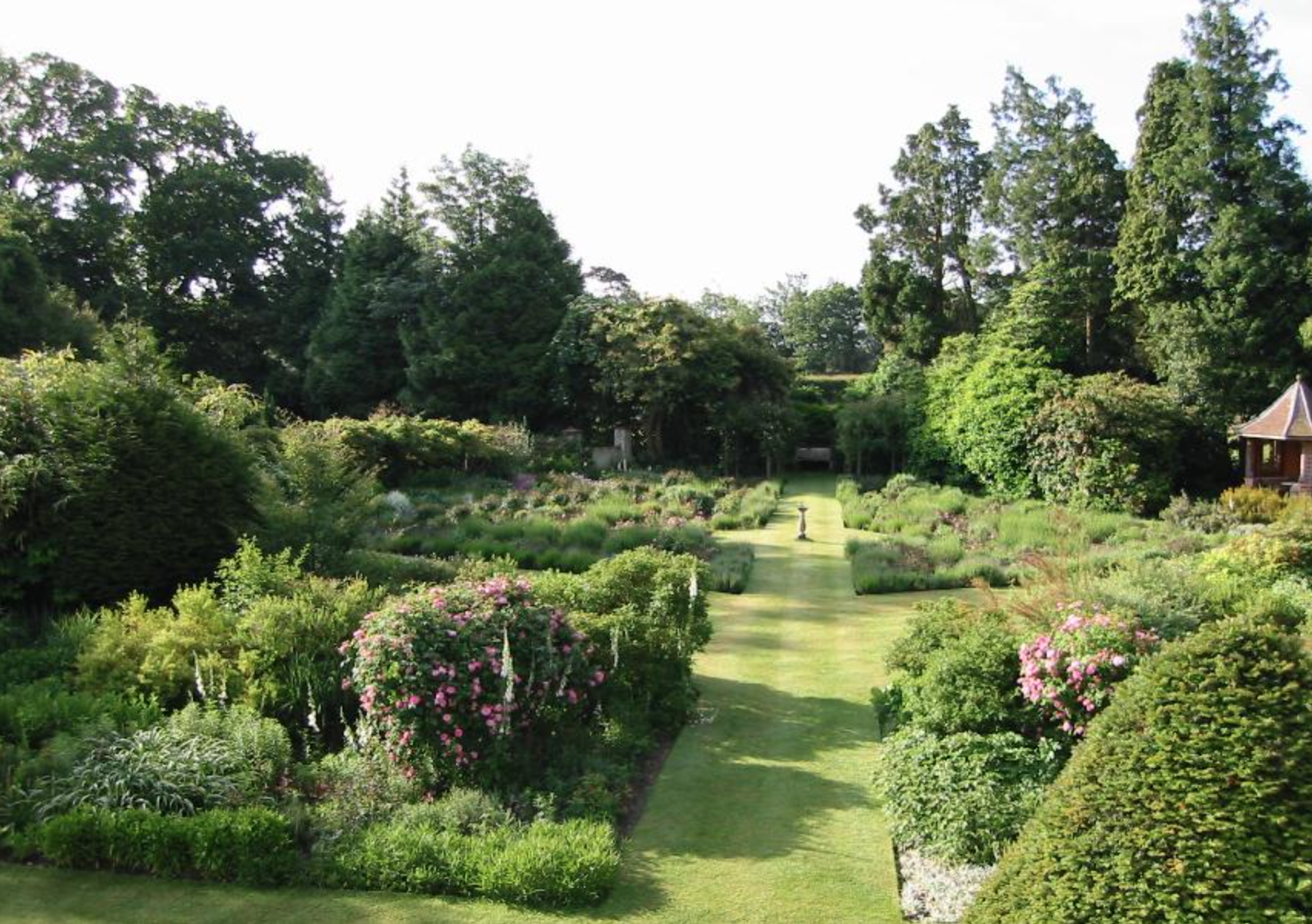
«Durmast House» та сад

Джекілл розробила плани для будинку та садів Дермаст, і нещодавно його було відреставровано, включаючи літній будинок, спроєктований її давнім другом, сером Едвіном Лаченсом.

## Нагороди
У 1897 році Гертруда Джекілл була нагороджена Почесною медаллю Вікторії Королівського садівничого товариства та Меморіальною медаллю Віча цього ж товариства у 1929 році. Також у 1929 році вона була нагороджена Почесною медаллю Джорджа Роберта Вайта від Садівничого товариства Массачусетсу.

## Смерть та поховання

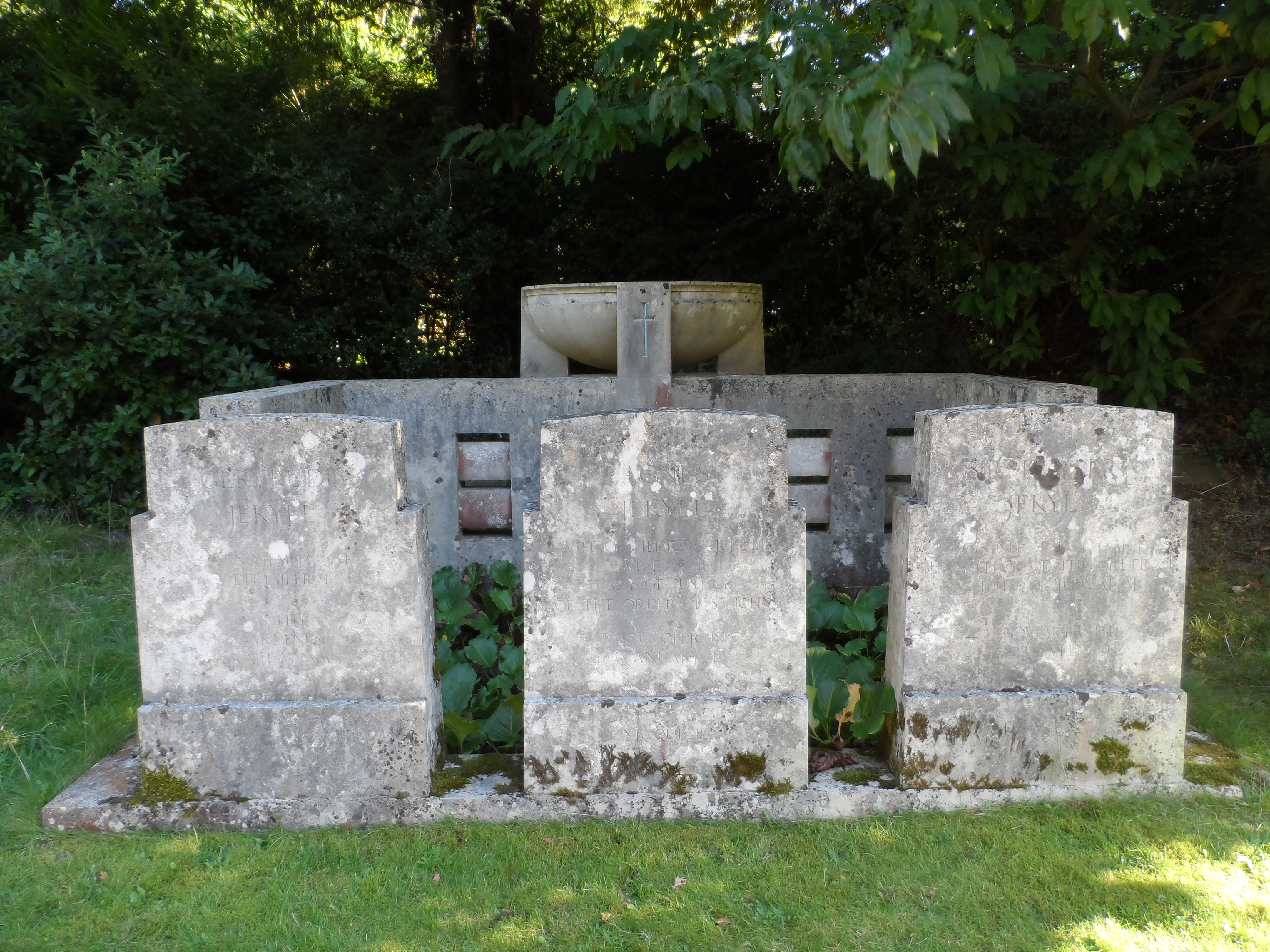
Меморіал Гертруди Джекілл та її родини

Гертруда Джекілл померла 8 грудня 1932 року у своєму будинку, Манстед Вуд, у графстві Суррей. Похована на церковному подвір’ї церкви Святого Івана Хрестителя в Бусбріджі в Годалмінзі, поруч зі своїм братом Гербертом Джекіллом та його дружиною, художницею, письменницею та філантропкою Деймою Агнес Джекілл. Меморіал родини Джекіллів, Бусбрідж, був спроєктований Едвіном Лаченсом.

## Спадщина
У 1907 році Гертруда Джекілл передала свою колекцію традиційних предметів побуту Суррейському археологічному товариству. Значна частина цього пожертвування досі виставлена в Музеї Гілдфорда. . Там також зберігаються деякі артефакти, пов'язані з її життям та творчістю.
29 листопада 2017 року було опубліковано тематичний малюнок Google Doodle на честь 174 річниці від дня народження Гертруди Джекілл.
У 2023 році Національний траст придбав її будинок у Манстед-Вуд від приватного продавця.

## Книги
- Wood and Garden (Longmans, Green and Co., 1899).
- Home and Garden (Longmans, Green and Co., 1900).
- Roses for English Gardens (у співавторстві із E. Mawley) (London: Country Life, 1902).
- Wall and Water Gardens (London: Country Life, 1902).
- Lilies for English Gardens (London: Country Life, 1903).
- Some English Gardens (ілюстрації George S. Elgood)  (Longmans, Green & Co., 1904)
- Old West Surrey (Longmans, Green, and Co., 1904).
- Colour in the Flower Garden (London: Country Life, 1908).
- Annuals & Biennials (London: Country Life, 1916)
- Children and Gardens (London: Country Life, 1908).
- Gardens for Small Country Houses (у співавторстві із Lawrence Weaver) (London: Country Life, 1914).
- Colour Schemes for the Flower Garden (London: Country Life, 1919).